# Beniparrell
Beniparrell (en valencien et en castillan) est une commune de la province de Valence, dans la Communauté valencienne, en Espagne. Elle est située dans la comarque de l'Horta Sud et dans la zone à prédominance linguistique valencienne. Sa population s'élevait à 1 937 habitants en 2013.

## Géographie

Localisation de Beniparrell
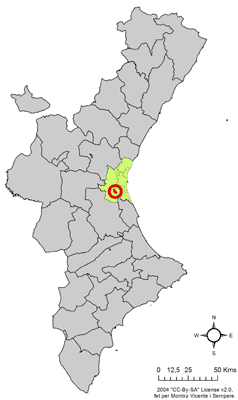
dans la Communauté valencienne.
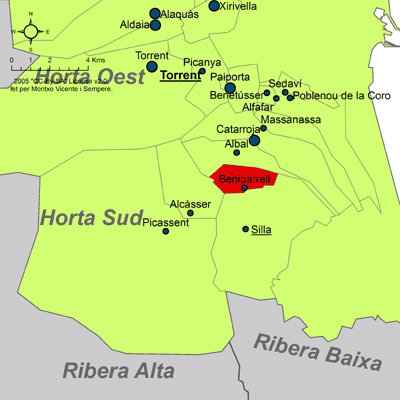
dans la comarque de l'Horta Sud.

### Localités limitrophes
Le territoire municipal de Beniparrell est voisin de celui des communes suivantes :
Albal, Alcàsser et Silla, toutes situées dans la province de Valence.

## Démographie
| 1900 | 1910 | 1920 | 1930 | 1940 | 1950 | 1960  | 1970  | 1981  | 1991  | 2000  | 2005  | 2006  | 2007  | 2008  |
| ---- | ---- | ---- | ---- | ---- | ---- | ----- | ----- | ----- | ----- | ----- | ----- | ----- | ----- | ----- |
| 503  | 581  | 683  | 748  | 819  | 901  | 1.016 | 1.044 | 1.321 | 1.366 | 1.611 | 1.808 | 1.810 | 1.896 | 1.955 |

### Sources
- (es) Cet article est partiellement ou en totalité issu de l’article de Wikipédia en espagnol intitulé « Beniparrell » (voir la liste des auteurs).